# Vila Cova de Perrinho
Vila Cova de Perrinho est une ancienne paroisse civile portugaise (en portugais : freguesia) de la municipalité de Vale de Cambra dans le district d'Aveiro.
La loi no 11-A/2013 du 28 janvier 2013, portant réorganisation administrative du territoire des freguesias, fusionne Vila Cova de Perrinho avec les paroisses voisines de Vila Chã et Codal pour former l’União das freguesias de Vila Chã, Codal e Vila Cova de Perrinho (dont le siège est à Vila Chã).